# وارقة تيبتية
وارقة تيبتية (الاسم العلمي: Phyllium tibetense) هي نوع من الحشرات تتبع جنس الوارقة من فصيلة الوارقات.